# Ioánnis Potourídis
Ioánnis Potourídis (grec moderne : Ιωάννης Ποτουρίδης) est un footballeur grec né le 27 février 1992 à Thessalonique. Il évolue au poste de défenseur au Novare Calcio.

## Biographie
Ioánnis Potourídis participe au championnat d'Europe des moins de 19 ans 2011 avec la sélection grecque.

## Carrière
- 2007-2013 : Olympiakos ( Grèce)
  - 2012-2013 : Platanias FC ( Grèce)
- 2013-201. : Novare Calcio ( Italie)[1]

## Palmarès
- Champion de Grèce en 2011 et 2012 avec l'Olympiakos
- Vainqueur de la Coupe de Grèce en 2012 avec l'Olympiakos